# Remi Solano Rodríguez
Remedios Solano Rodríguez (2 de mayo de 1969, Olvera, Cádiz, España) es una escritora, historiadora y profesora española residente en Alemania. Ha ganado varios certámenes literarios, entre otros, en 2019 el Premio Avelino Hernández de Novela Juvenil con Isla del Rey y, en 2021, el Premio Juan Valera de Novela con Viento por los caminos. En 2023, con Cristales rotos ha sido finalista en el Premio Azorín.

## Biografía
Remedios Solano Rodríguez es Licenciada en Ciencias de la Información (Periodismo) por la Universidad Complutense de Madrid (España), donde se doctoró en 1998. En la actualidad trabaja como profesora de lengua española en la Johannes Gutenberg-Universität (Maguncia, Alemania) y en la escuela de negocios WHU – Otto Weisheim School of Management (Vallendar, Alemania), así como en varios institutos de secundaria de Maguncia (Alemania).
En sus novelas y relatos ha abordado temas tales como la enfermedad mental, el abuso sexual dentro de la familia, el maltrato a la mujer, el regreso a los orígenes y el estraperlismo de la posguerra española. En su faceta de historiadora se ha especializado en las relaciones entre España y Alemania a comienzos del siglo XIX.

## Obra

### Obra literaria
En 2004, Remedios Solano ganó el Premio "Vivir" de Relato Breve (Cuenca, España) con "Fantasmas", donde la autora se acerca al deterioro psicológico cuando no se pueden superar los remordimientos por conductas del pasado. El jurado resaltó "la excelente estructura narrativa de la historia que ratifica adecuadamente las claves que enmarcan la deriva mental del protagonista". Remedios Solano, asimismo, fue finalista en 2010 en el certamen de la revista Ex Novo con los relatos "Huyendo de los dragones" y "Las pistolas del destino", dos narraciones de temática histórica. En "Las pistolas del destino" reconstruye los últimos días del escritor alemán Heinrich von Kleist, sobre quien la autora ha elaborado también un interesante ensayo acerca de cómo le afectó la Guerra de la Independencia española.
En 2019, con Isla del Rey  Remedios Solano Rodríguez se alzó con el VI Premio Avelino Hernández de Novela Juvenil, otorgado por el Ayuntamiento de Soria (España), uno de los más importantes en esta categoría. Ambientada a orillas del Rin y con el deporte del remo como telón de fondo, en esta novela la autora aborda el abuso sexual dentro de una familia desestructurada. Según el fallo, se trata de una obra "de corte realista que se aleja (…) de las aventuras y la fantasía, una novela para recapacitar y pensar”.
A esta obra sigue en 2021 Viento por los caminos, ganadora del Premio Juan Valera de Novela, galardón que se concede en la localidad de Cabra (Córdoba) desde 1932. La novela, ambientada en la guerra civil española y los primeros años de la posguerra, cuenta el reencuentro de dos mujeres para tratar de aclarar la desaparición del hijo de una de ellas.
En marzo de 2023, su novela inédita Cristales rotos ha sido finalista del Premio Azorín, uno de los más importantes de España. Al certamen, convocado por el Grupo Planeta y con una dotación de 45.000 euros, se habían presentado 206 obras en total.
Aparte de estas obras, Remedios Solano también ha publicado varias creaciones sueltas y la colección de relatos Ausencias.

### Obra sobre investigación histórica
Como historiadora, aparte de su tesis doctoral sobre la repercusión de la Guerra de la Independencia española en Prusia, ha escrito varios ensayos en distintas revistas internacionales acerca de las relaciones entre España y el mundo germánico del primer tercio del siglo XIX. Cabe destacarse los dos libros que ha escrito, en coautoría con la profesora Ingrid Cáceres Würsig (Universidad de Alcalá de Henares, Madrid, España): Valiente Hispania: Poesía alemana sobre la Guerra de la Independencia (1808-1814), así como Reyes y Pueblos: Poesía alemana del Trienio Liberal (1820-1823). Desde 2010, Remedios Solano pertenece al grupo de investigación con reconocimiento oficial ole5.grupos.uniovi.es, el cual se encuentra bajo la dirección del profesor Agustín Coletes Blanco (Universidad de Oviedo, España).